# Charlie Bartlett
Charlie Bartlett ist eine US-amerikanische Filmkomödie aus dem Jahr 2007. Regie führte Jon Poll, das Drehbuch schrieb Gustin Nash. 

## Handlung
Der Teenager Charlie Bartlett entstammt einem vermögenden Haus. Er wird aus einer Privatschule hinausgeworfen. Seine Mutter Marilyn findet keine private Schule mehr, die bereit wäre, ihn aufzunehmen. Danach geht er in die von dem unter einem Alkoholproblem leidenden Geschichtslehrer Gardner geführte Schule, wo er zuerst als unangepasst gilt. 
Charlie beginnt, seinen Mitschülern Ratschläge zu erteilen und ihnen Medikamente zu verkaufen, die er sich selbst unter Vorwänden von seinem Psychiater verschreiben lässt, wonach er als Psychiater der Schule gilt und beliebt wird. Später befolgt er auch die Ratschläge selbst und baut eine Liebesbeziehung mit Susan, der Tochter des Schuldirektors, auf.
Gardner möchte diese Verbindung unterbinden, treibt dabei aber seine Tochter immer weiter von sich weg. Nachdem Gardner eine Kundgebung gegen eine Kameraüberwachung gewaltsam auflösen lässt, wird er entlassen. Als Charlie sich bei Gardner entschuldigen möchte, trifft er Gardner völlig betrunken und mit einer Waffe an. Gardner schießt wahllos in den Pool und in die Luft und hält die Waffe zum Schluss nahe an den Kopf. Charlie denkt, dass Gardner Suizid begehen will, versucht dies zu verhindern und fällt in den Pool. Gardner springt hinterher, um ihn zu retten. Scheinbar ausgenüchtert sprechen sich die beiden aus und schauen sich daraufhin eine Schulvorstellung an, bei der Susan eine Rolle übernahm.
Am Ende übernimmt Gardner wieder die Stelle als Geschichtslehrer, die er schon innehatte, bevor er Direktor wurde.
In der Schlussszene ist zu sehen, wie Charlie sich um ein Praktikum bei einer psychiatrischen Klinik bewirbt.

## Hintergründe
Der Film wurde in Toronto und in Oshawa (Ontario) gedreht. Er wurde am 6. Mai 2007 auf dem Tribeca Film Festival vorgestellt, am 16. Mai 2007 wurde er auf dem Cannes Film Market gezeigt. Im Juni und Juli 2007 folgten Vorführungen auf dem Maui Film Festival und auf dem Cambridge Film Festival. Die breite Veröffentlichung in den Kinos der USA begann am 22. Februar 2008. Der deutsche Kinostart war am 26. Juni 2008.

## Trivia
Hauptdarsteller Anton Yelchin und Hope Davis hatten bereits 6 Jahre zuvor bei der Stephen-King-Verfilmung Hearts in Atlantis die Rollen von Sohn und Mutter eingenommen.

## Kritiken
Kirk Honeycutt schrieb in der Zeitschrift The Hollywood Reporter vom 26. Juni 2007, der Film gehöre zu den besten Teenagerkomödien. Die oft klischeehaft dargestellte Figur eines rebellierenden Teenagers sei hier „erfrischend, provokativ und überraschend“ gezeigt. Der „großartig“ agierende Yelchin trage den Film auf seinen Schultern; es gebe eine „natürliche Chemie“ zwischen ihm und Kat Dennings. Honeycutt lobte ferner die „wundervollen“ Darsteller Robert Downey Jr. und Hope Davis.
Ronnie Scheib schrieb in der Zeitschrift Variety vom 14. Mai 2007, der Film erzähle eine „ausgelassene“ Geschichte und biete „wegwerfbare“ Moral-Lehre. Scheib lobte das „mehrschichtige“ Zusammenspiel von Anton Yelchin und Robert Downey Jr.; die Darstellung von Tyler Hilton sei „unbezahlbar“. Paul Sarossy habe Toronto mit der „transparenten Intimität“ gefilmt.